# Hideaki Matsuura
Hideaki Matsuura (japanisch 松裏 英明 Matsuura Hideaki; * 25. Juni 1981 in der Präfektur Kyoto) ist ein ehemaliger japanischer Fußballspieler.

## Karriere
Matsuura erlernte das Fußballspielen in der Jugendmannschaft von Júbilo Iwata. Seinen ersten Vertrag unterschrieb er 2000 bei den Peñarol Montevideo. 2001 wechselte er zum Zweitligisten Ventforet Kofu. Für den Verein absolvierte er 13 Ligaspiele. 2002 wechselte er zum Drittligisten Jatco FC. Für den Verein absolvierte er 17 Ligaspiele. 2005 wechselte er zum Ligakonkurrenten Denso. Für den Verein absolvierte er 28 Ligaspiele. Danach spielte er bei den Shizuoka FC, Sagawa Printing und AC Nagano Parceiro. Ende 2008 beendete er seine Karriere als Fußballspieler.